# Charing Cross Road

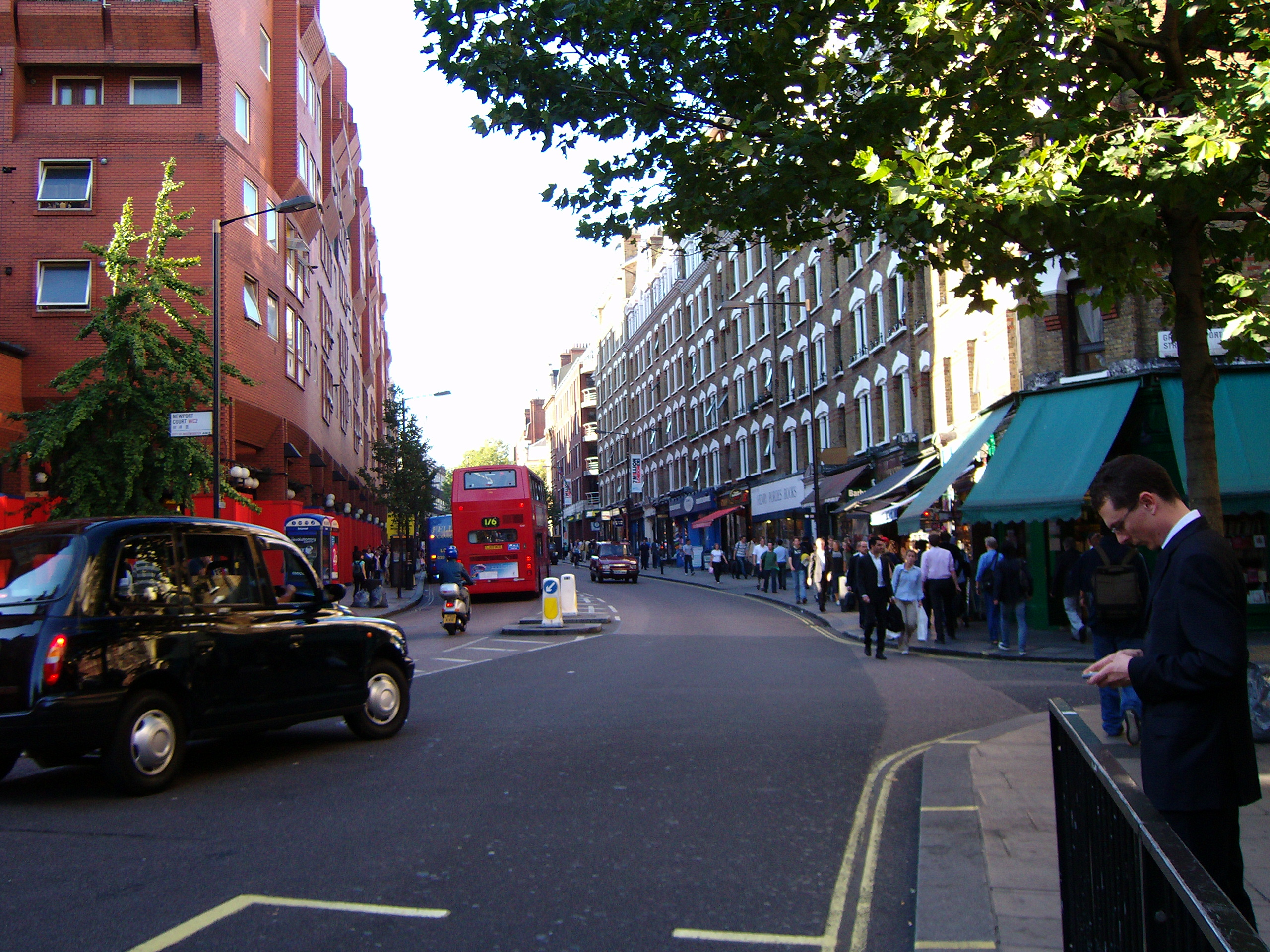
Charing Cross Road

Charing Cross Road is een straat van ongeveer een halve kilometer lang in Westminster, in het centrum van Londen. Hij vormt het zuidelijkste deel van de A400 die naar Camden Town loopt. De straat begint bij de rotonde Charing Cross, op enkele honderden meters van de linkeroever van de Theems. Van daaruit loopt hij langs de oostkant van Trafalgar Square naar het noorden, tot aan kruispunt St Giles' Circus, waar hij Oxford Street kruist. Onder de naam Tottenham Court Road loopt de weg dan door in de richting van Camden.
De straat staat bekend om zijn vele gespecialiseerde winkels voor nieuwe en tweedehands boeken.

## Harry Potter
In de verhalen rond Harry Potter bevindt zich aan Charing Cross Road café De Lekke Ketel, van waaruit heksen en tovenaars de Wegisweg kunnen bereiken.